# Iso-Rääkkä
Iso-Rääkkä är en ö i Finland. Den ligger i sjön Konnevesi och i kommunen Konnevesi i den ekonomiska regionen  Äänekoski ekonomiska region  och landskapet Mellersta Finland, i den centrala delen av landet, 280 km norr om huvudstaden Helsingfors. Öns area är 23,3 hektar och dess största längd är 0,7 kilometer i sydöst-nordvästlig riktning.